# Mantecal (paroisse civile)
Pour les articles homonymes, voir Mantecal.
Mantecal est l'une des cinq paroisses civiles de la municipalité de Muñoz dans l'État d'Apure au Venezuela. Sa capitale est Mantecal.

## Géographie

### Démographie
Hormis sa capitale Mantecal, la paroisse civile possède plusieurs localités dont :
- Costa de Caicara
- Costa de Mucuritas
- El Chacero
- La Guarandinga
- Los Paujicitos
- Mantecal

## Économie

### Tourisme
La paroisse civile abrite l'importante réserve naturelle de Hato El Cedral, desservie par une d'atterrissage.

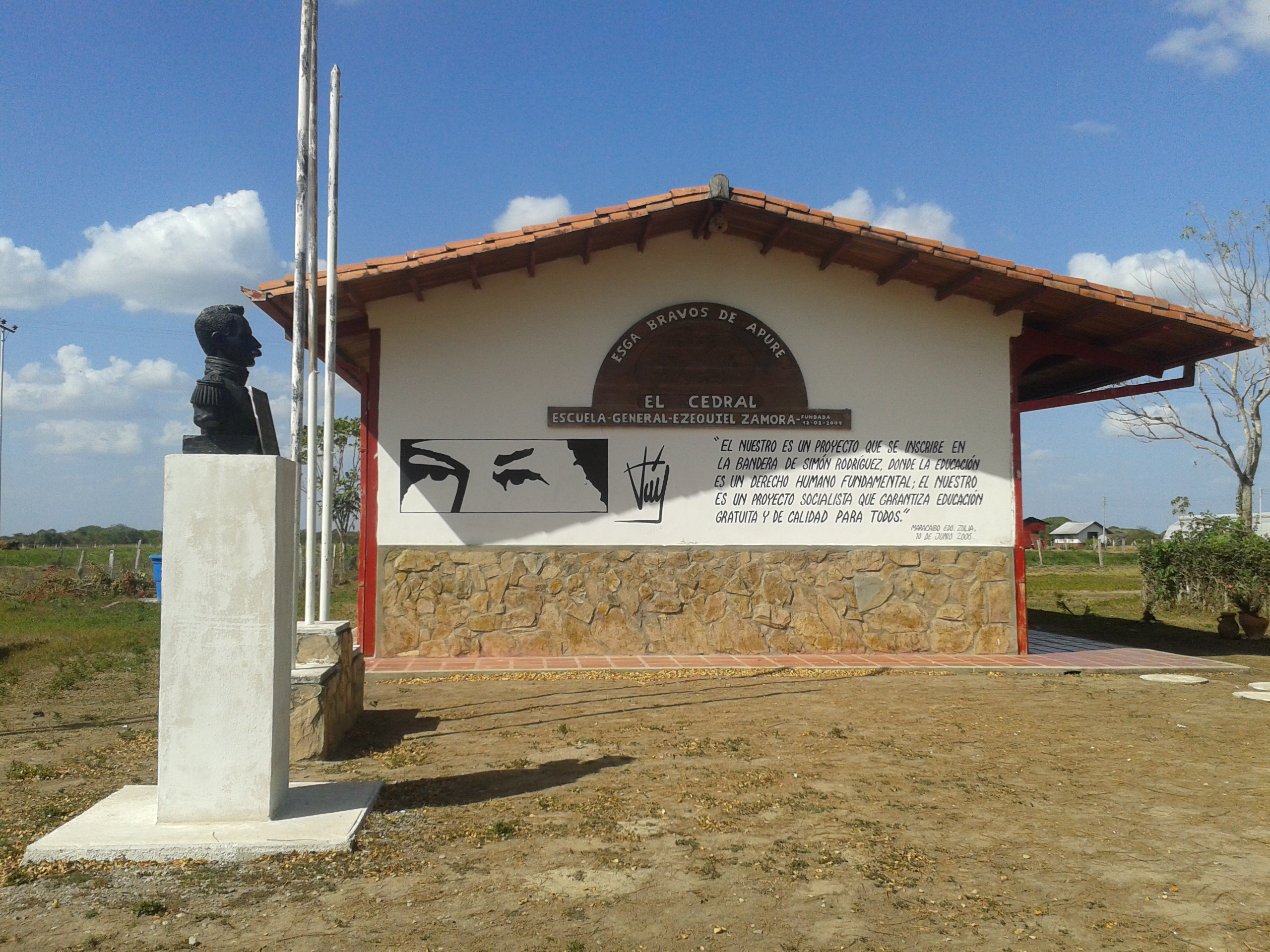
Centre d'accueil
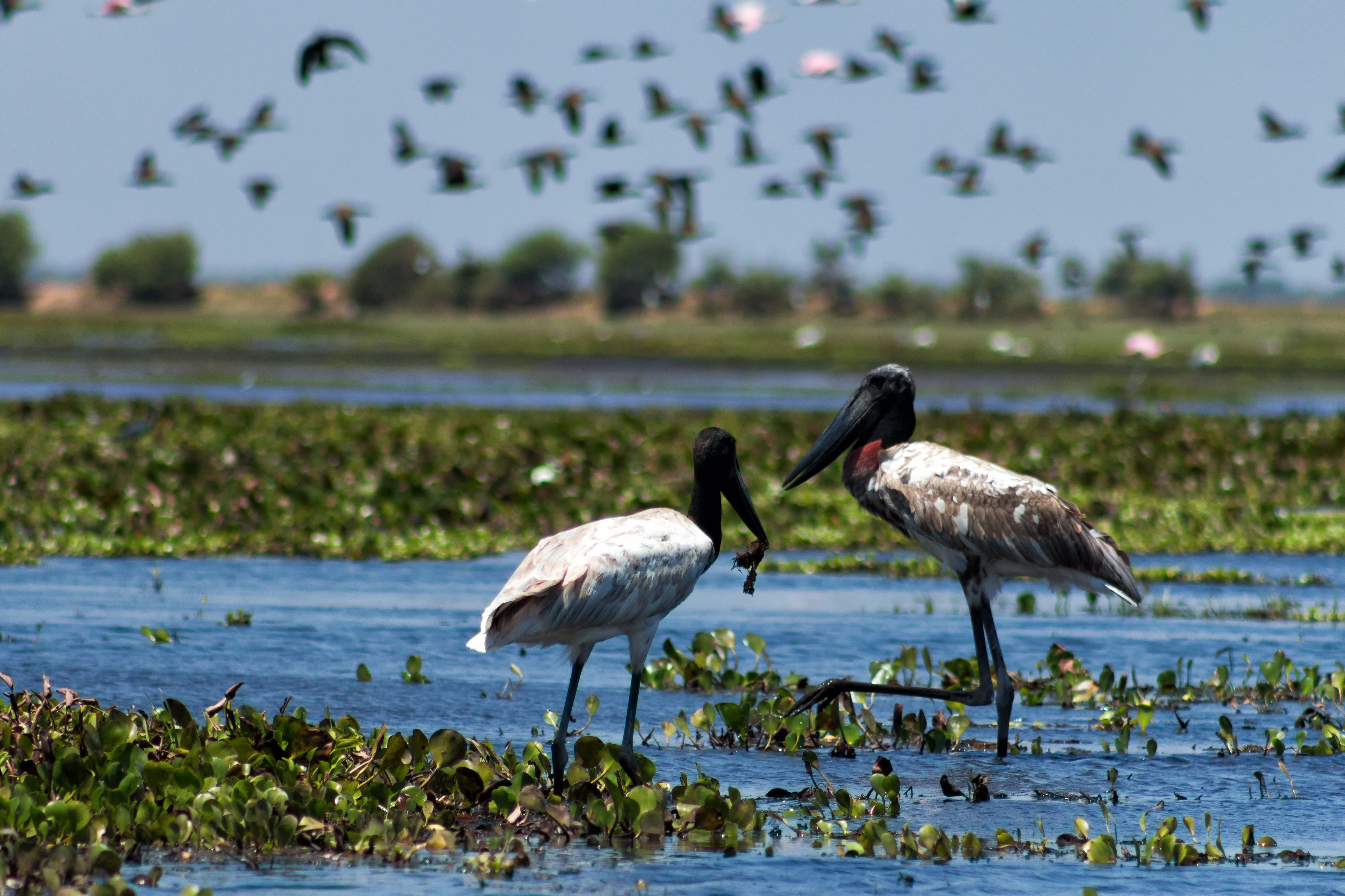
Spécimens de Jabiru mycteria dans la réserve.
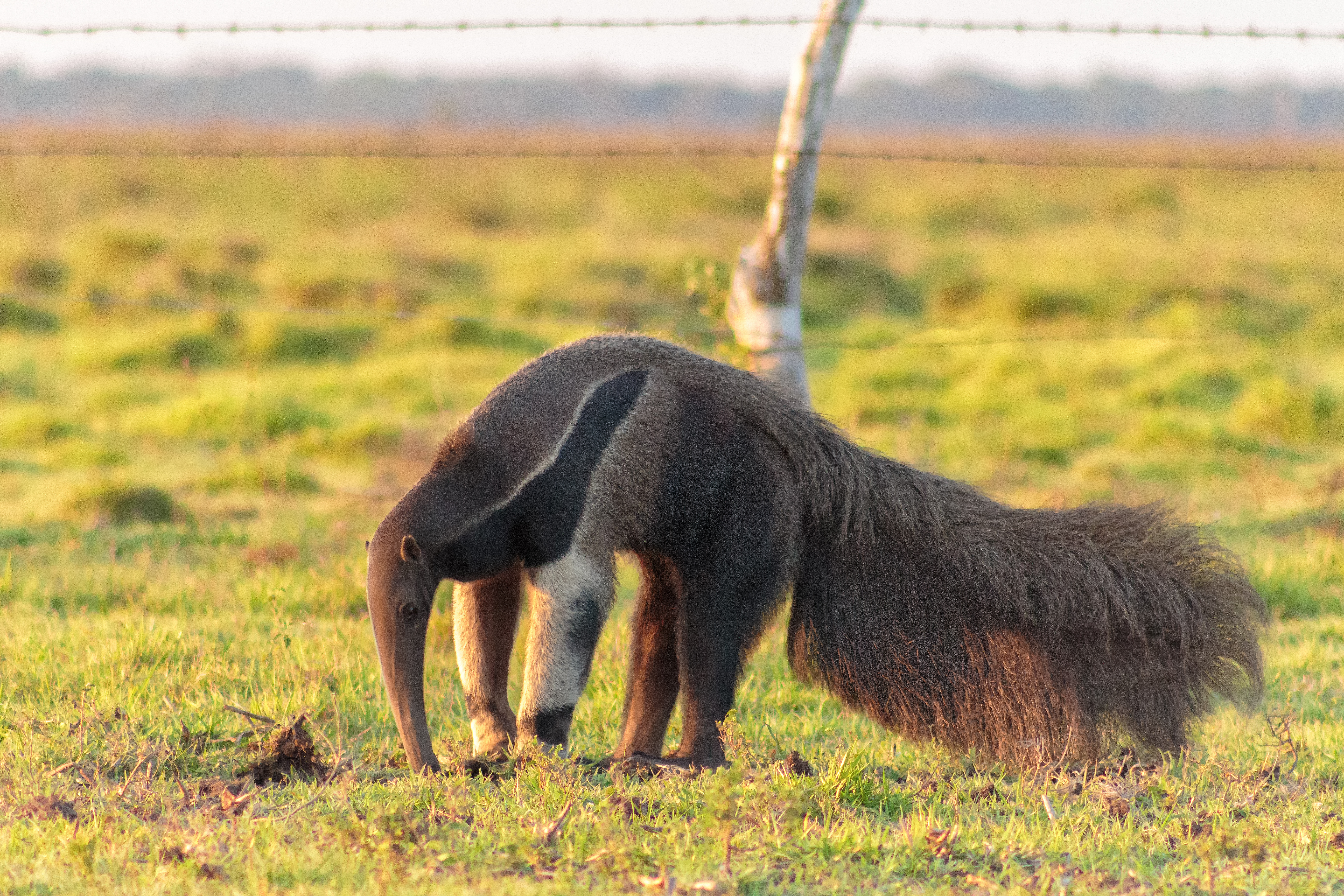
Spécimen de Myrmecophaga tridactyla dans la réserve.